# 北方似口蝦蛄
北方似口蝦蛄（学名：Oratosquillina nordica）为蝦蛄科似口蝦蛄屬下的一个种。